# Medal Afganistanu
Medal Afganistanu (ang. Afghanistan Medal lub Afghan Medal) – brytyjskie odznaczenie wojskowe, zaliczane do medali kampanii brytyjskich, zatwierdzone 19 marca 1881.

## Zasady nadawania
Medal nadawany za działania prowadzone podczas II wojny brytyjsko-afgańskiej od 22 listopada 1878 do 26 maja 1879 oraz od 3 września 1879 do 20 września 1880.

## Klamry medalu
Ustanowiono sześć klamer (listewek w postaci okucia), ale można było nosić maksymalnie cztery na jednym medalu (w nawiasie data kampanii nie wybijana na klamrze):
- ALI MUSJID (21 November 1878)
- PEIWAR KOTAL (2 December 1878)
- CHARASIA (6 October 1879)
- KABUL (10–23 December 1879)
- AHMED KHEL (19 April 1880)
- KANDAHAR (1 September 1880)

Medal nadawany był bez klamer za setki mniejszych akcji, wśród nich dwie ważniejsze bitwy zakończone porażką: pod Maiwand i Deh Koja.

## Opis medalu
Medal o średnicy 36mm był bity w srebrze dla wojsk brytyjskich i z brązu dla żołnierzy afgańskich.
Awers: profil królowej Wiktorii w koronie i welonie oraz legenda VICTORIA REGINA ET IMPERATRIX
Rewers: słoń przewożący broń otoczony przez kawalerię oraz inskrypcja AFGHANISTAN na górze i daty 1878-79-80 pod spodem.